# Historien Thorleifs
Historien Thorleifs är ett samlingsalbum från 1995 av det svenska dansbandet Thorleifs.

## Låtlista
1. Nu kommer tårarna igen
2. Jag vill ge dig en sång
3. Med dig vill jag leva
4. Kurragömma
5. Rosor doftar alltid som mest när det skymmer
6. Gråt inga tårar
7. Jag dansar med en ängel
8. En dag i juni (Safe in My Garden)
9. Och du tände stjärnorna
10. Raka rör (och ös till bäng)
11. Farväl
12. Halva mitt hjärta
13. Swing'n Rock (medley)
14. Ingen får mig att längta som du
15. Krama mig igen
16. Flyg bort min fågel

### Fotnoter
1. ↑  ”Danswebb”. Arkiverad från originalet den 25 maj 2012. https://archive.is/20120525151119/http://www.dans-web.nu/skivor/index.php?pid=view&ref_cd=458. Läst 9 juni 2011.